# Neuhaus-Schierschnitz
Neuhaus-Schierschnitz est une ancienne commune allemande du land de Thuringe, dans l’arrondissement de Sonneberg, au centre de l’Allemagne.